# Selwyn Sese Ala
Selwyn Sese Ala (ur. 14 sierpnia 1986, zm. 9 listopada 2015) – vanuacki piłkarz grający na pozycji obrońcy.

## Kariera klubowa
Karierę piłkarską Sese Ala rozpoczął klubie Amicale FC. W jego barwach zadebiutował w pierwszej lidze vanuackiej w 2010. Z Amicale dwukrotnie zdobył mistrzostwo Vanuatu w 2011 i 2012 oraz dotarł do finału Ligi Mistrzów OFC w 2011.

## Kariera reprezentacyjna
W reprezentacji Vanuatu Sese Ala zadebiutował w 2011. W 2012 uczestniczył w Pucharze Narodów Oceanii 2012, który był jednocześnie częścią eliminacji Mistrzostw Świata 2014.